# Marcello Sidoti
Marcello Sidoti (...) è un artista marziale ed istruttore di Taijiquan stile Chen, rappresentante italiano della scuola di Wang Xi'An.

## Biografia
Inizia nel 1987 lo studio delle arti marziali cinesi, approfondendone anche gli aspetti filosofici e culturali a partire dal 1989. Nel 1991 incontra il maestro di Taijiquan stile Chen, Shi Ronghua, seguendone gli insegnamenti e gli spostamenti. Nel 1996 approfondisce gli aspetti avanzati del Taijiquan con il gran maestro Chen Xiaowang. Nel 2002 si allena privatamente, con quest'ultimo e con il fratello Chen Xiaoxing, a Chenjagou, considerato il luogo d'origine del Taijiquan.
Nel 2004 inizia un percorso di formazione sulla base del buddhismo tibetano, con ritiri presso il monastero Tsechokling.
Nel 2007 incontra il gran maestro Wang Xi'An, con il quale migliora notevolmente le sue capacità.
Marcello Sidoti è Maestro e insegnante riconosciuto dall'Irap China e 4° Chinese Duanwei. Inoltre è rappresentante italiano della scuola di Wang Xi'An (Wang Xian Taiji Italy). Dal 1994 ha vinto numerosi tornei e gare a livello europeo (a Lugano, in Svizzera) e mondiale, in particolare a Perugia ed a Jiaozuo (Cina).